# 中央文革接待站
中央文革接待站，在有的文献中称中央文革上访接待站、中央文革小组接待站，文革初期设在劳动人民文化宫。其存在时间应与中央文革相始终。
与红卫兵大串联专事接待（以生活安置为主，由国务院和地方政府系统统筹）不同（各地都有），它主要是听取各地、各单位上访者对违反文革政策规定、压制学生和造反派组织的投诉，并提供政策咨询，转（饬令）各系统、地方党政部门解决的一个机构（以电话、电报、信函方式）。
1966年6月1日聂元梓大字报广播后，冲击各级工作组、党政负责人和机关的造反行动势头凶猛，遭到被冲击者或组织、主动或自发、消极的抵制及压制。它既是一个集中信息的机构，也是在地方基层党政机关失灵时处理政务以强劲推动文革的上访、办事机构。它成了各地造反派向往、求助的权力中心，也成为中央文革与各省市造反派驻京联络站热线联系并策动其行动的中枢。负责人有戚本禹、王广宇等。
后与中共中央办公厅接待站（中南海西门；毛泽东“你们要关心国家大事，要把无产阶级文化大革命进行到底”的著名号召即是在此做的）、国务院秘书厅接待站（府右街北口）合起来共三家组成联合接待站。
1967年11月制有“敬祝毛主席万寿无疆”像章，背面镌有“中央文革联合接待室  1967.11.17”字样。正中上方红太阳中托出毛主席穿军装的头像，下方天安门代表祖国首都。红太阳放射出十六组每组七条光芒线，表示中共中央关于开展无产阶级文化大革命的决定（即十六条）光芒线照耀当时中国的七亿人民。四周外缘三十朵葵花象征着包括台湾在内的三十个省市，葵花向阳比喻了全国永远心向毛主席。